# 禅林寺 (三重県菰野町)
禅林寺（ぜんりんじ）は、三重県三重郡菰野町にある、臨済宗妙心寺派の仏教寺院。山号は 瑞光山（ずいこうざん）。本尊は大日如来。

## 歴史
天智天皇5年（666年）聖徳太子の遺願により、藤原鎌足が創建し、当初は大強原山盧遮那寺と称し、七堂伽藍を有する、天台宗の寺院であった。元弘年間（1331年 - 1334年）後醍醐天皇に仕えた千種忠顕が、この地に堂宇を再建し、大日如来を安置して隆盛をきわめるが、応仁の乱（1467年）の兵火により焼失する。
その後千種忠顕は、この地に城を構え禅林寺城と称する。正平年間（1346年 - 1369年）忠顕の次男、千種顕経の代に千種の地に千種城を築き、当寺を菩提寺として復興する。文亀3年（1503年）11月、5代目城主千種治庸が、普照大光禅師を招き再興する。このとき千種忠顕の称号であった、禅林寺宰相の名をとり、瑞光山禅林寺と称し臨済宗となるが、北勢の戦乱により寺領を失い、永禄11年（1568年）織田信長の兵火により焼失する。
慶安2年（1649年）、桑名長寿院の鉄雙和尚が中興し、臨済宗の妙心寺派に属する。
本堂は明治6年（1873年）菰野城廃城の際、藩邸の一部を移築して本堂に充てている。庫裏は嘉永3年（1850年）の建立。

## 境内
境内に薬師堂、地蔵堂、金比羅堂が建ち、昭和2年（1927年）「千種忠顕卿追遠之碑」が建立されている。
当寺には、千種城歴代城主の位牌が祀られているが、千種家の墓地や墓碑は、当寺境内では確認されていない。

## 文化財
菰野町指定有形文化財
- 大日如来像 平成4年（1992年）9月17日指定[5]。

## 周辺
- 竹成五百羅漢

## アクセス
- 東名阪自動車道 四日市インターチェンジより北西へ約4km
- 近鉄菰野駅より北東へ約3km。